# Municipio de Moltke (Minnesota)
El municipio de Moltke (en inglés: Moltke Township) es un municipio ubicado en el condado de Sibley en el estado estadounidense de Minnesota. En el año 2010 tenía una población de 279 habitantes y una densidad poblacional de 2,76 personas por km².

## Geografía
El municipio de Moltke se encuentra ubicado en las coordenadas 44°35′10″N 94°33′48″O / 44.58611, -94.56333. Según la Oficina del Censo de los Estados Unidos, el municipio tiene una superficie total de 101.11 km², de la cual 101,1 km² corresponden a tierra firme y (0 %) 0 km² es agua.

## Demografía
Según el censo de 2010, había 279 personas residiendo en el municipio de Moltke. La densidad de población era de 2,76 hab./km². De los 279 habitantes, el municipio de Moltke estaba compuesto por el 97,85 % blancos, el 0,72 % eran afroamericanos, el 0,36 % eran asiáticos y el 1,08 % eran de una mezcla de razas. Del total de la población el 0 % eran hispanos o latinos de cualquier raza.